# ریانودین
ریانودین (به انگلیسی: Ryanodine) با فرمول شیمیایی C25H35NO9 یک ترکیب شیمیایی با شناسه پاب‌کم 5114 است. که جرم مولی آن ۴۹۳٫۵۴۷ گرم بر مول می‌باشد. این ماده یک دیترپنوئید سمی است که در گیاهی بومی آمریکای جنوبی به نام علمی Ryania speciosa (Salicaceae) یافت می شود. ریانودین در ابتدا به عنوان حشره کش استفاده می شد.
این ترکیب شدیدا به فرم باز گیرنده ریانودین، که گروهی از کانال های کلسیمی در سلول های ماهیچه اسکلتی، ماهیچه صاف و ماهیچه قلبی است، تمایل دارد. این ماده به حدی شدید به گیرنده متصل می شود، که در ابتدا جهت خالص سازی و استخراج این نوع از کانال های یونی استفاده می شد و نامش را نیز به آن داد.  
در غلظت های نانومولار، ریانودین به گیرنده متصل شده و آن را به حالت نیمه باز در می آورد ولی در غلظت های میکرومولار، موجب بسته شدن کامل کانال می شود. اثر غلضت نانومولاری این ترکیب، آزادشدن کلسیم از اندامک های ذخیره ای کلسیم سلول یعنی شبکه سارکوپلاسمی، به درون سیتوپلاسم است؛ که موجب انقباض شدید عضلات می شود. اثر غلظت های میکرومولاری آن، فلجی است. این اثرات برای هم پستانداران و هم حشرات صادق است.